# قشة (سعدان)
القِشّة (اسم مذكر) (بالإنجليزية: Marmoset)‏ هو اسم شائع لبعض أنواع فصيلة جميلات الشعر التي تتبع سعادين العالم الجديد. الأجناس الأربعة جميعها جزء من عائلة بهيات الشعر البيولوجية. يستخدم مصطلح مارموسيت أيضًا في إشارة إلى قرد القشة جولدي من جنس «كاليميكو» Callimico والذي يُرتبط ارتباطًا وثيقًا بقرود القشة.
معظم أطوال قرود القشة حوالي 20 سنتيمتر (7.9 بوصة) .بالنسبة إلى القرود الأخرى، فإنهم يظهرون بعض الملامح البدائية على ما يبدو: لديهم مخالب بدلاً من الأظافر، وشعر عن طريق اللمس. أنها تفتقر ضرس العقل ، وعلى الدماغ تخطيط ويبدو أنه بدائياًً نسبياً. درجة حرارة الجسم متغيرة بشكل غير عادي، تتغير بنسبة تصل إلى 4 درجة مئوية (7 ° F) في اليوم الواحد.  قرود القشة موطنها أمريكا الجنوبية وتوجد في بوليفيا والبرازيل وكولومبيا والإكوادور وباراغواي وبيرو. كما تم رصدها في أمريكا الوسطى والمكسيك.  كما تربى في الآسر كحيوانات أليفة.
وفقا لبحث حديث، فإن قرود القشة تظهر بها علامات خيمرية، والتي لا يُعرف أنها تحدث في أي قرود أخرى غير جميلات الشعر. 95٪ من التوائم الشقيقة من قرود القشة يتناقلون بالدم عبر الصمامات المشيمية ، مما يجعلهم من الوراثة في مكونة للدم .  

## قائمة الأنواع
- جنس القشة القزم (Cebuella)
  - قشة قزم غربي، Cebuella pygmaea
  - قشة قزم شرقي [الإنجليزية]، Cebuella niveiventris
- جنس كاليبيلا (Callibella)
  - قشة روزمالين قزميّ، Callibella humilis
- جنس ميكو (Mico)
  - القشة الفضيّ، Mico argentatus
  - القشة البيضاء، Mico leucippe
  - قشة أسود الذيل، Mico melanurus
  - قشة شنايدر [الإنجليزية]، Mico schneideri
  - قشة هيرشكوفيتز، Mico intermedius
  - قشة إميليا، Mico emiliae
  - قشة أسود الرأس، Mico nigriceps
  - قشة ماركا، Mico marcai
  - قشة سانتاريم، Mico humeralifer
  - قشة ذهبي وأبيض، Mico chrysoleucus
  - قشة مويس، Mico mauesi
  - قشة ساتيري، Mico saterei
  - قشة ريو آكاري، Mico acariensis
  - قشة روندون، Mico rondoni
  - قشة مندوروكو [الإنجليزية]، Mico munduruku
- جنس جميل الشعر (Callithrix)
  - القشة المألوف، Callithrix jacchus
  - قشة أسود الخصلتين، Callithrix penicillata
  - قشة وييد، Callithrix kuhlii
  - قشة أبيض الرأس، Callithrix geoffroyi
  - قشة أصفر الخصلات، Callithrix aurita
  - قشة أصفر الرأس، Callithrix flaviceps
- جنس كاليميكو (Callimico)
  - قشة جولدي، Callimico goeldii

## السلوك
يعيش القشة في مجموعات أسرية من ثلاث إلى 15 أسرة، تتألف من أنثى واحدة أو اثنتين من الإناث المتربيات، وذكور غير مترابطين، وذريتهم، وأحيانا من أفراد الأسرة الممتدة والأفراد غير المترابطين. ونظم التزاوج لديها متغيرة للغاية ويمكن أن تشمل الزواج الأحادي وتعدد الزوجات وتعدد الأزواج. في معظم الأنواع ، عادة ما يولد التوائم الأخوية، ولكن التوائم الثلاثية ليست مجهولة. وكما هو الحال بالنسبة لغيرها من أنواع البهيات، تتميز أنواع المارموسيت بدرجة عالية من الرعاية التعاونية للصغار وبعض تقاسم الأغذية والسرقة المتسامحة. ويشارك الذكور البالغون والإناث من غير الأم والنسل الأكبر سنا في حمل الرضع. والأب مثال مهتم بشكل استثنائي للآباء داخل المملكة الحيوانية ، ويذهب إلى حد مساعدة زملائهم في الولادة ، وتنظيف ما بعد الولادة ، وحتى عض الحبال السرية التي تعلق ذريتهم حديثي الولادة إلى أمهاتهم. معظم المجموعات تشم علامات وتدافع عن حواف نطاقاتها ، ولكن إذا كانت إقليمية حقا غير واضحة، لأن نطاقات موطن المجموعة تتداخل بشكل كبير.
الطعام المفضل للقشة هو عصارة الأشجار الغنية بالكربوهيدرات، والتي تصل إليها عن طريق قضم الثقوب في الجذوع. وتتركز أراضيها على الأشجار التي تستغلها بانتظام بهذه الطريقة. المغامرات الصغيرة في قمة قباب الغابات لاصطياد الحشرات الوفيرة هناك.

## روابط خارجية
- معلومات الرئيسيات صافي Callithrix حقائق
- الرعاية المشتركة Marmoset